# 松尾啓輔
松尾 啓輔（まつお けいすけ、男性、1996年6月21日 - ）は、佐賀県武雄市出身のプロバスケットボール選手である。ポジションはスモールフォワード。身長195cm、体重89kg。

## 経歴
佐賀県武雄市出身。御船が丘小学校、武雄中学校を卒業後、福岡大学附属大濠高校、福岡大学に進学。元々はバレー部に所属だったが、中学2年からバスケットボールを始める。
福大大濠高校進学後は、2年時にインターハイ3位ウィンターカップ準優勝。3年生時には、U-18日本代表候補、2014年インターハイ優勝。ウィンターカップでは八村塁率いる仙台大学附属明成高校に敗れ準優勝。高校の同級生には津山尚大がいる。
2018年2月15日、大学3年生ながら特別指定選手として熊本ヴォルターズと契約。2019-2020シーズンはベルテックス静岡でプレー。2020-2021シーズンは岩手ビッグブルズに移籍。2021-2022シーズンは山口ペイトリオッツでプレーした。
2022年シーズン終了後、自身のSNSで現役引退を表明した。